# Château de Karlberg
Le château de Karlberg est un château suédois situé sur les rives du lac Karlberg à Stockholm. Il abrite aujourd'hui l'école supérieure militaire Karlberg qui, avec l'école supérieure militaire Halmstad, est l'un des deux établissements de formation des officiers de l'armée suédoise.

## Histoire

### Le château

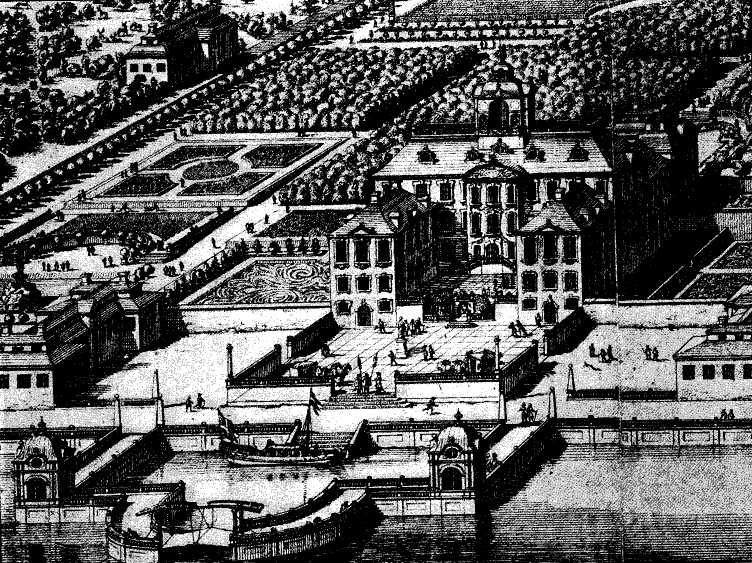
Le château de Karlberg dans les années 1690.
(Suecia antiqua et hodierna.)

Dans les années 1620, l'amiral Carl Carlsson Gyllenhielm (en), demi-frère du roi Gustave II Adolphe, devient propriétaire avec son épouse Helena Ribbing d'un domaine comprenant trois villages situé à Solna près de Stockholm. Il y fait construire un manoir baptisé Karlberg. En 1634, un bâtiment plus imposant en pierre est érigé, qui deviendra le cœur de l'actuel château. Après la mort du propriétaire, le domaine reste inoccupé jusqu'à ce que Magnus Gabriel De la Gardie en fasse acquisition dix-neuf ans plus tard.
De la Gardie fait procéder à des rénovations, et c'est alors que les intérieurs du château prennent l'allure fonctionnelle qu'ils ont conservée aujourd'hui. Lorsqu'il est obligé de se départir du château pour cause de troubles financiers, c'est Johan Gabriel Stenbock (sv) qui s'en porte acquéreur, mais en 1688 le château devient propriété du roi.
La famille royale réside souvent à Karlberg, surtout en été. L'épouse du roi Charles XI, la reine Ulrique-Éléonore, y ouvre un orphelinat où les enfants sont formés au métier de tisserand, et son fils le roi Charles XII y passe une grande partie de son enfance.
Le domaine sert de résidence secondaire à la famille royale jusqu’à ce que Gustave III y fonde l'académie royale militaire en 1792. Depuis lors, le château de Karlberg n'a jamais cessé de servir à la formation des officiers de l'armée suédoise, ce qui en fait le deuxième plus ancien établissement d'enseignement militaire au monde, après l'académie militaire Theresian de Wiener Neustadt en Autriche. Les deux ailes, construites sur trois niveaux, ont été ajoutées en 1795 sur des plans de Carl Christoffer Gjörwell. Les briques utilisées lors de la construction proviennent des ruines du château d'Haga dont la construction fut stoppée à la mort du roi Gustave III.
Aujourd'hui, 300 officiers et aspirants sont formés chaque année à l'école supérieure militaire Karlberg. Environ 150 officiers et personnels civils y travaillent. Le château est classé comme monument historique (byggnadsminne) et comme monument d'intérêt national (riksintresse) au titre de la protection du patrimoine.

### Le clocher-tour

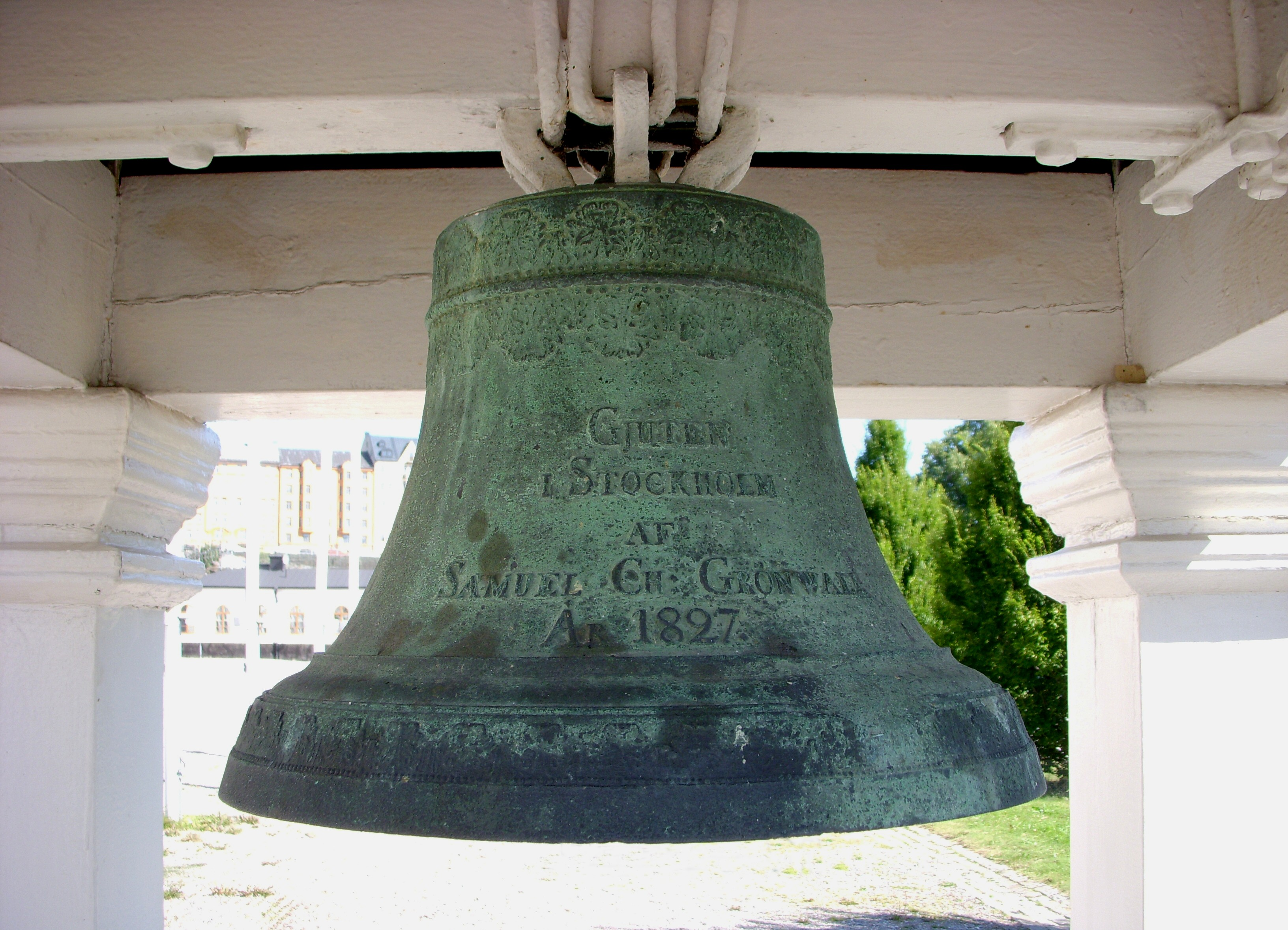
La cloche, moulée en 1827.

Le clocher-tour se trouve dans l'axe central devant l'entrée principale de la façade sud. Il inclut une cloche moulée en 1827 à Stockholm par Samuel Grönwall. Un premier clocher-tour, construit vraisemblablement dans les années 1790, avait été démoli en 1893. Le clocher-tour qui est présent aujourd'hui a été érigé la veille de Pâques 1954 et est identique au précédent.

### L'étable et les autres bâtiments
À l'ouest du château, on trouve trois petites maisons de bois peintes en rouge. Construites vraisemblablement dans les années 1720, elles sont aujourd'hui désignées sous le nom de quartier du maître d'hôtel ( Hovmästarbostaden). Dans les années 1730, Frédéric Ier fait construire une nouvelle étable et un nouveau garage à calèches, sur des plans de Carl Hårleman. L'étable est située dans l'est du domaine. Elle est recouverte d'enduit de couleur ocre. Son toit est plat, et est orné de quatre urnes en pierre. L'écurie a été convertie en baraquement dans les années 1790, tandis que le garage a été transformé en écurie.

### Photographies du château

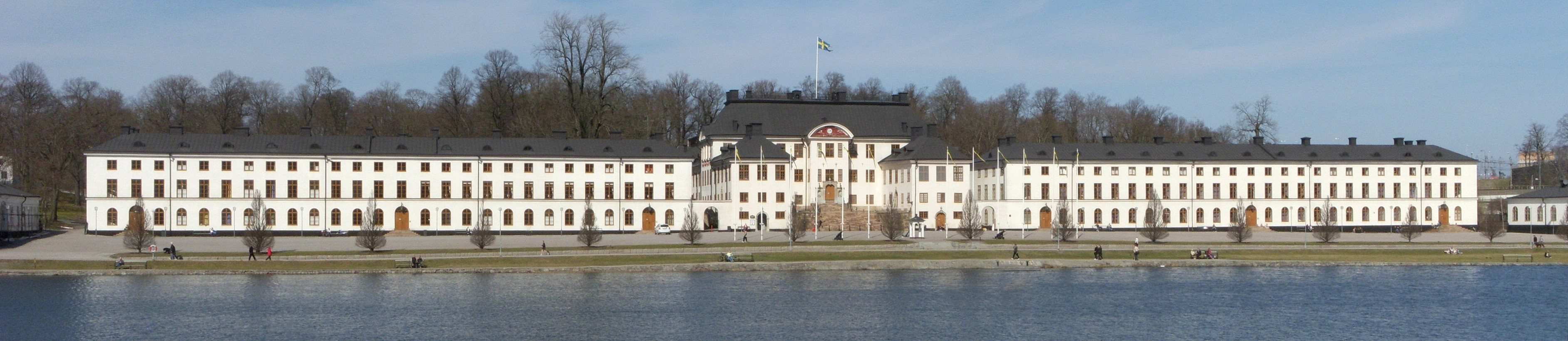
Le château, sur les rives du lac Karlberg, en avril 2011.

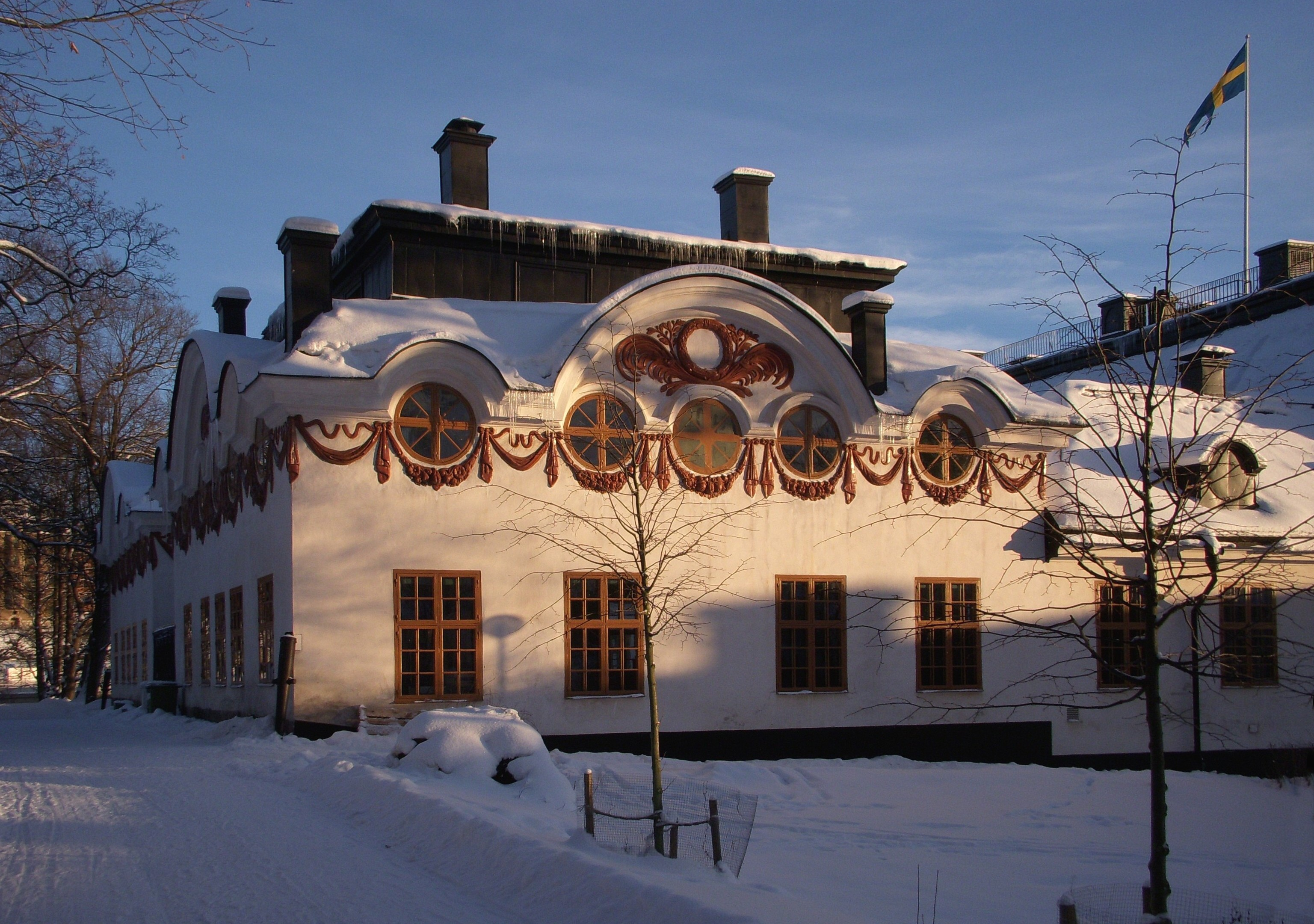
Le château, côté nord-ouest.
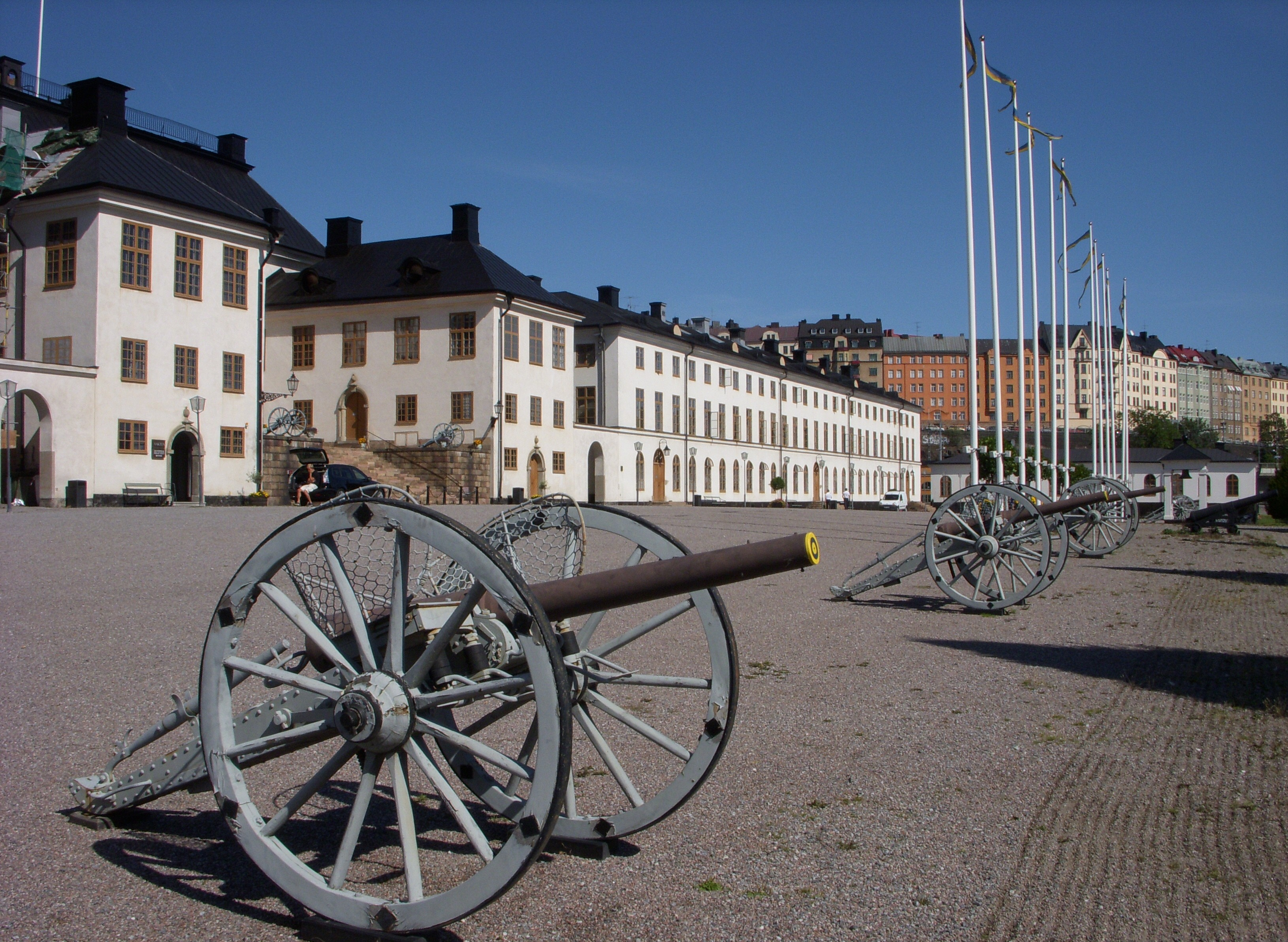
Le château, côté sud.
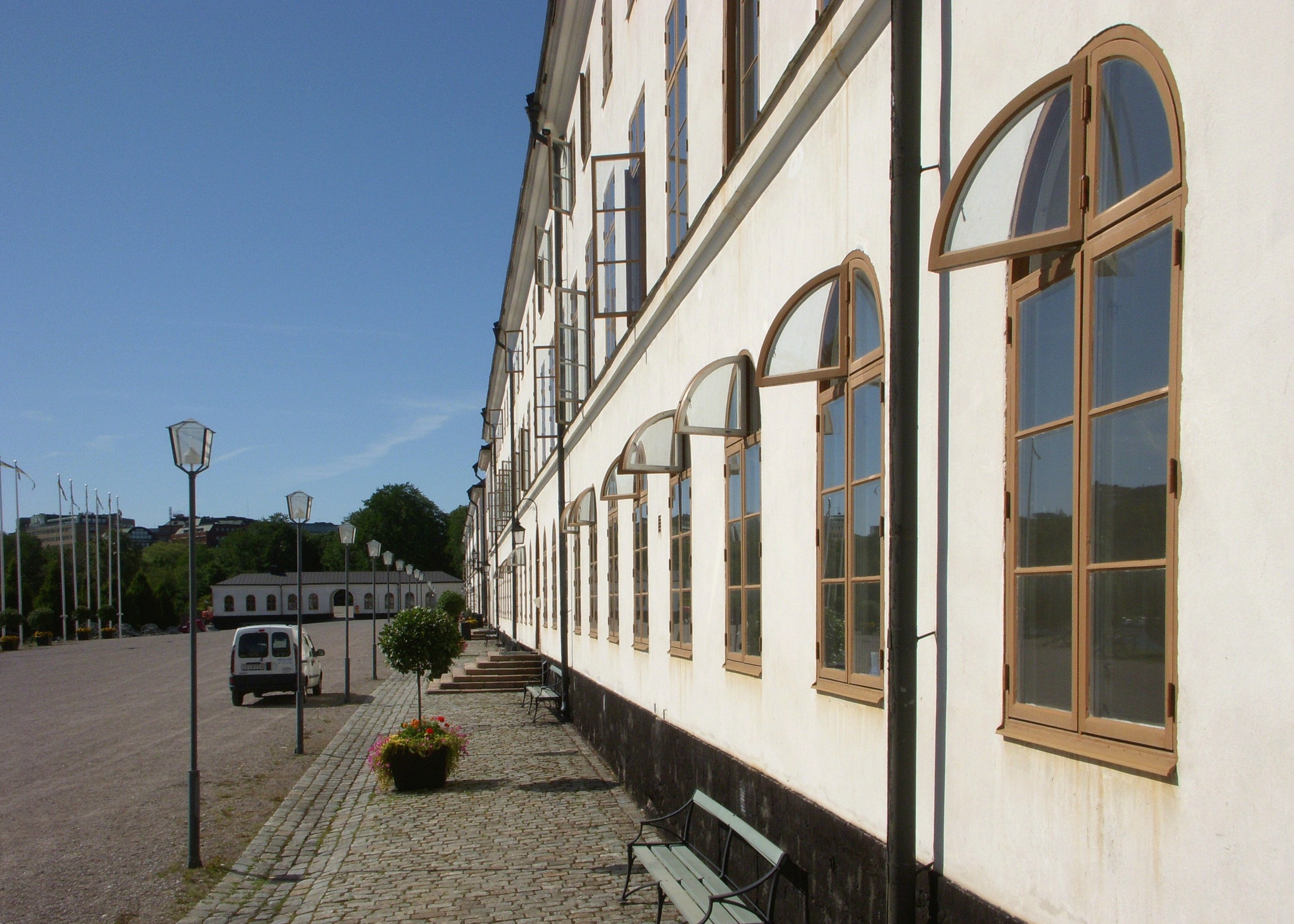
Le château, côté sud.
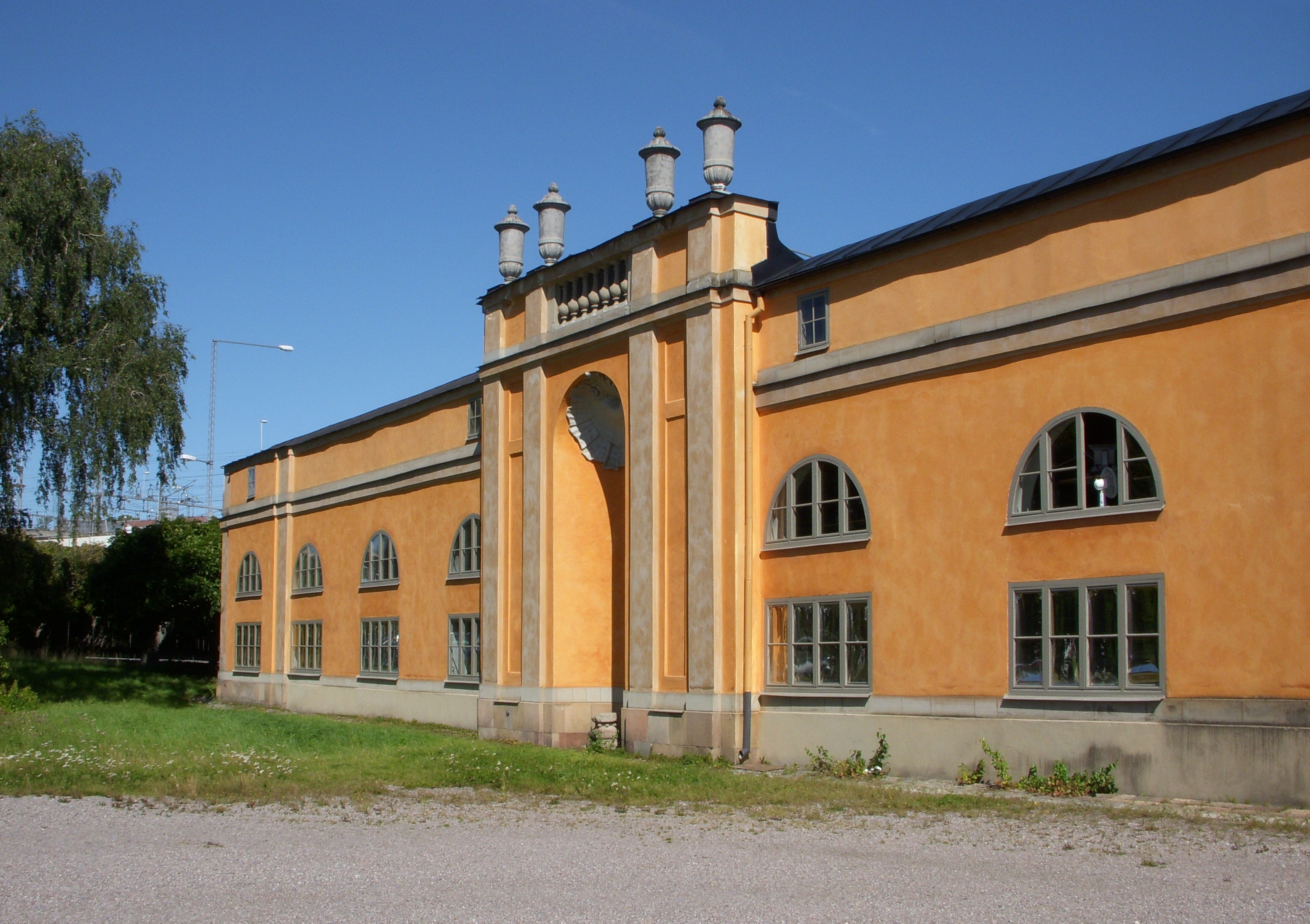
L'écurie.

## Le parc
Lorsque Gabriel de la Gardie devient propriétaire du domaine en 1669, il fait aménager un parc baroque sous la direction de Jean de la Vallée. D'inspiration française, on y crée une orangerie, des étangs, des fontaines, des parterres ainsi que des terrasses ornées de haies et d'arbres. C'est l'architecte Nicodème Tessin le Jeune qui finit les travaux d'aménagement. À la fin du XVIIIe siècle, le parc est transformé en jardin anglais, selon la mode de l'époque. C'est alors que sont créés les chemins de promenade et plusieurs plantations d'arbres.
Du parc, on a une vue sur la façade nord du château, généralement méconnue. On trouve aussi dans le parc un certain nombre de constructions et de monuments.

### Temple de Diana
Le roi Gustave III a fait construire en 1790-1792 ce temple en l'honneur de Neptune, le dieu romain des Océans. Le nom temple de Diana a commencé à être utilisé au XXe siècle, sans doute par confusion avec Dianeberg, la cabine de chasse de Magnus Gabriel de la Gardie.

### Mémorial de Von Döbeln
Ce mémorial a été érigé en 1815 à l'initiative du prince héritier Oskar (le futur roi Oscar Ier) en hommage à son officier d'ordonnance Vilhelm von Döbeln qui rejoignit l'école comme cadet en 1802 et en sortit en 1805.

### La pierre runique
Cette pierre runique, qui se trouvait à l'origine sur le site de l'institut Karolinska, est à Karlberg depuis 1921. On peut y lire l'inscription "Anund et Torfils ont érigé cette pierre en l'honneur d'Åsgöt".

### La tombe de Pompe
Pompe, le premier chien du roi Charles XII est enterré à Karlberg, où il est mort en 1699. Charles XII eut trois chiens, tous appelés Pompe. Le deuxième est mort en Pologne en 1703, et le troisième en Hongrie en 1714.

### Photographies du parc

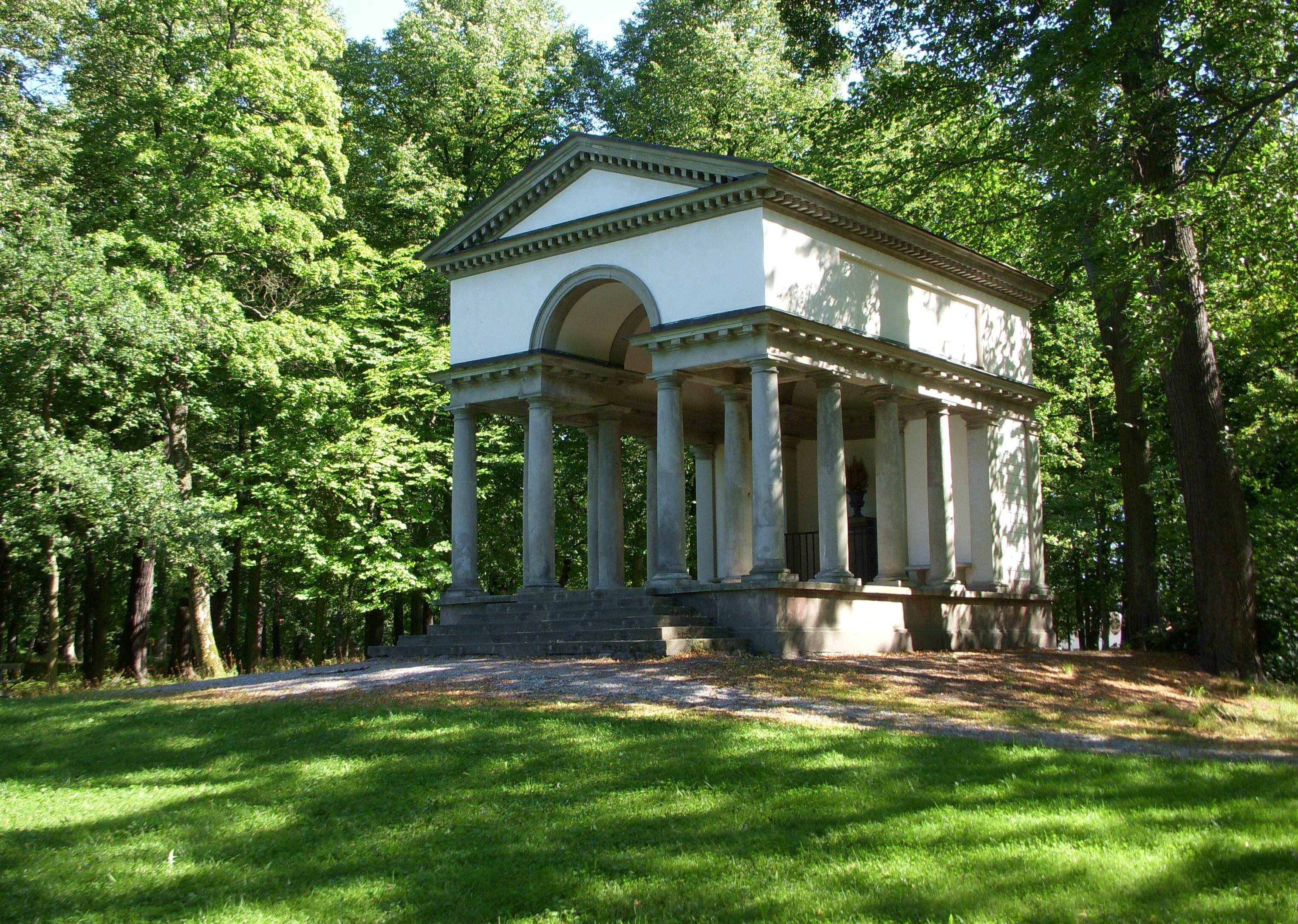
Le temple de Diana.
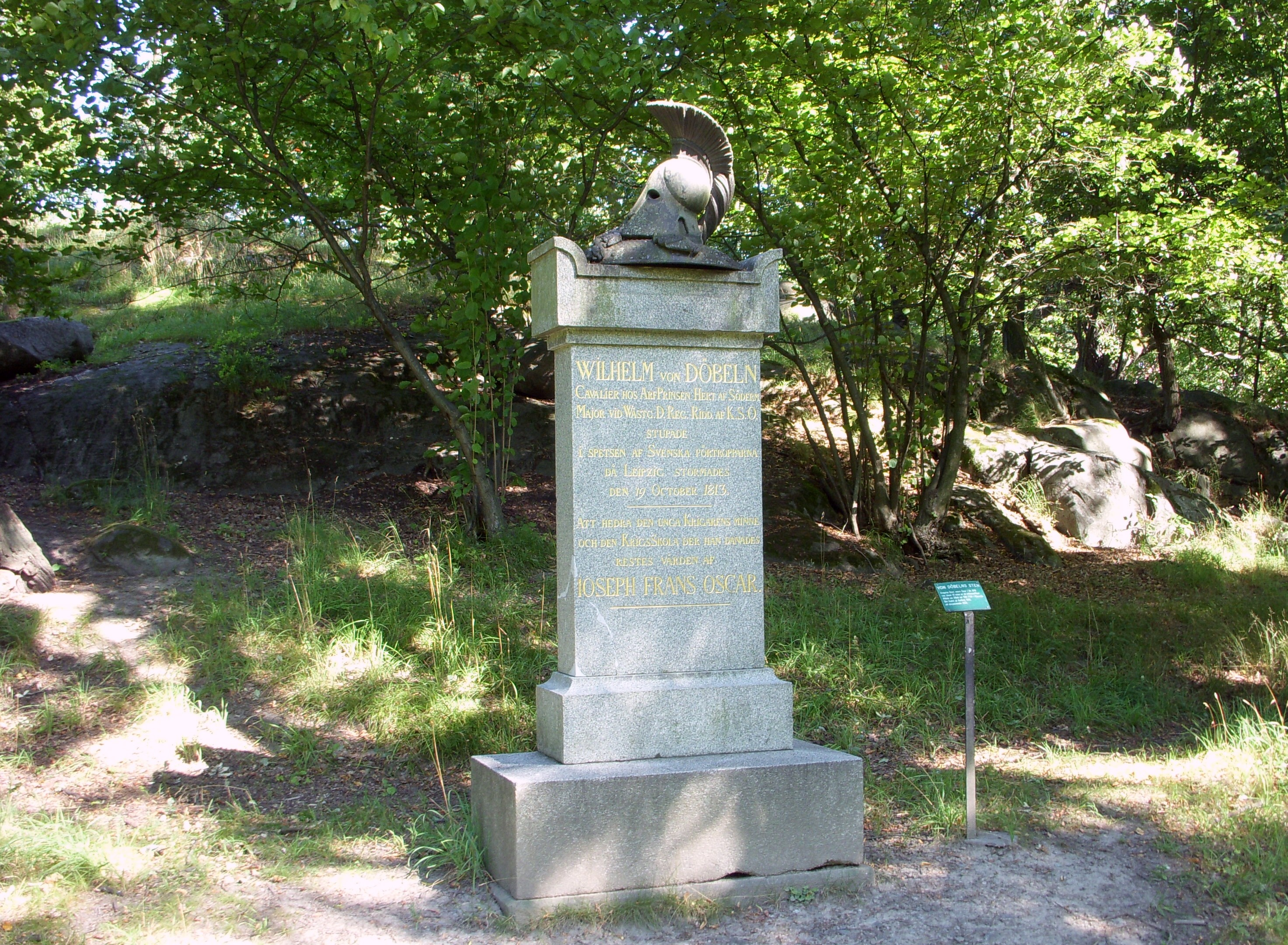
Le mémorial Von Döbeln.
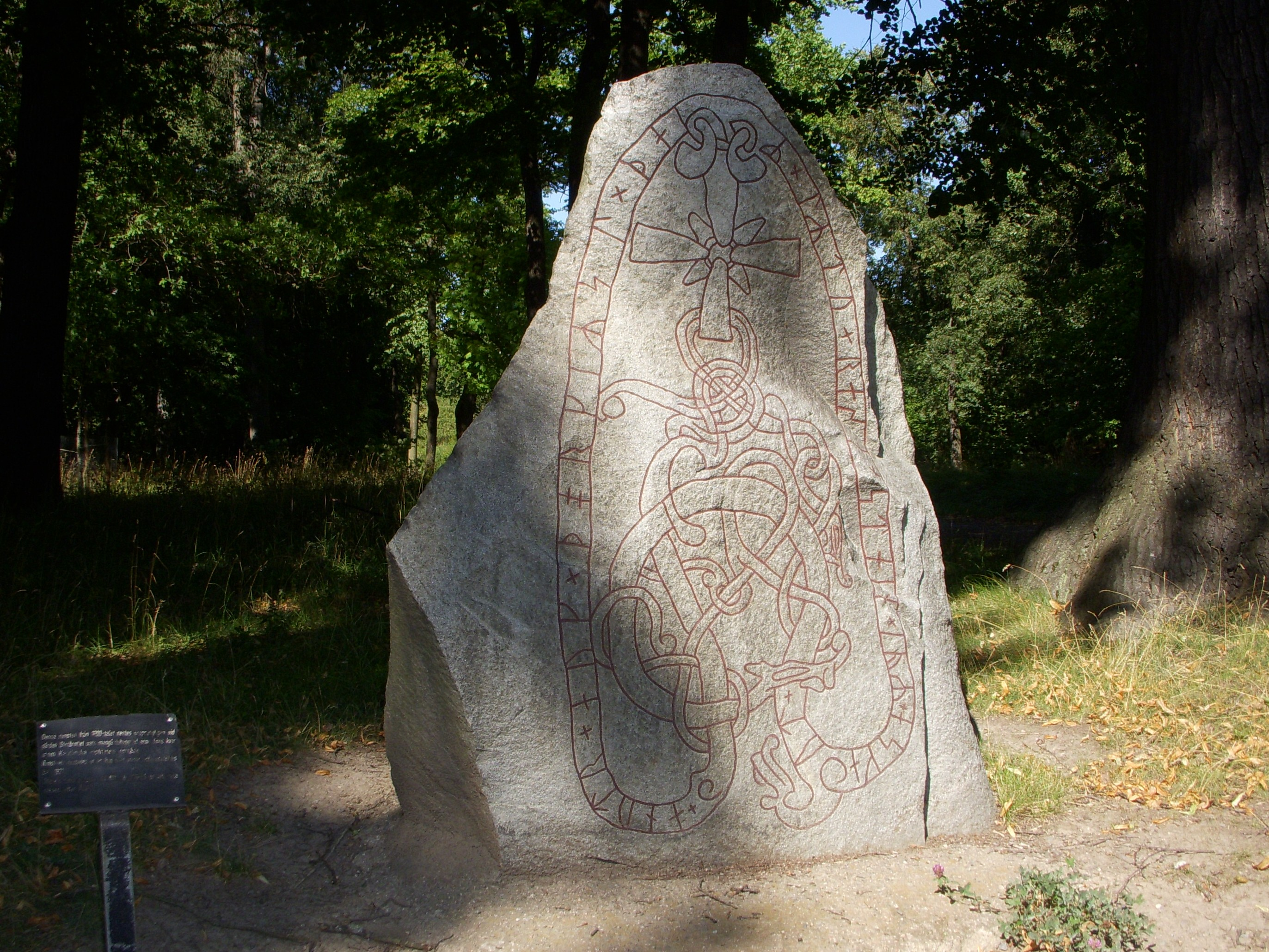
La pierre runique.
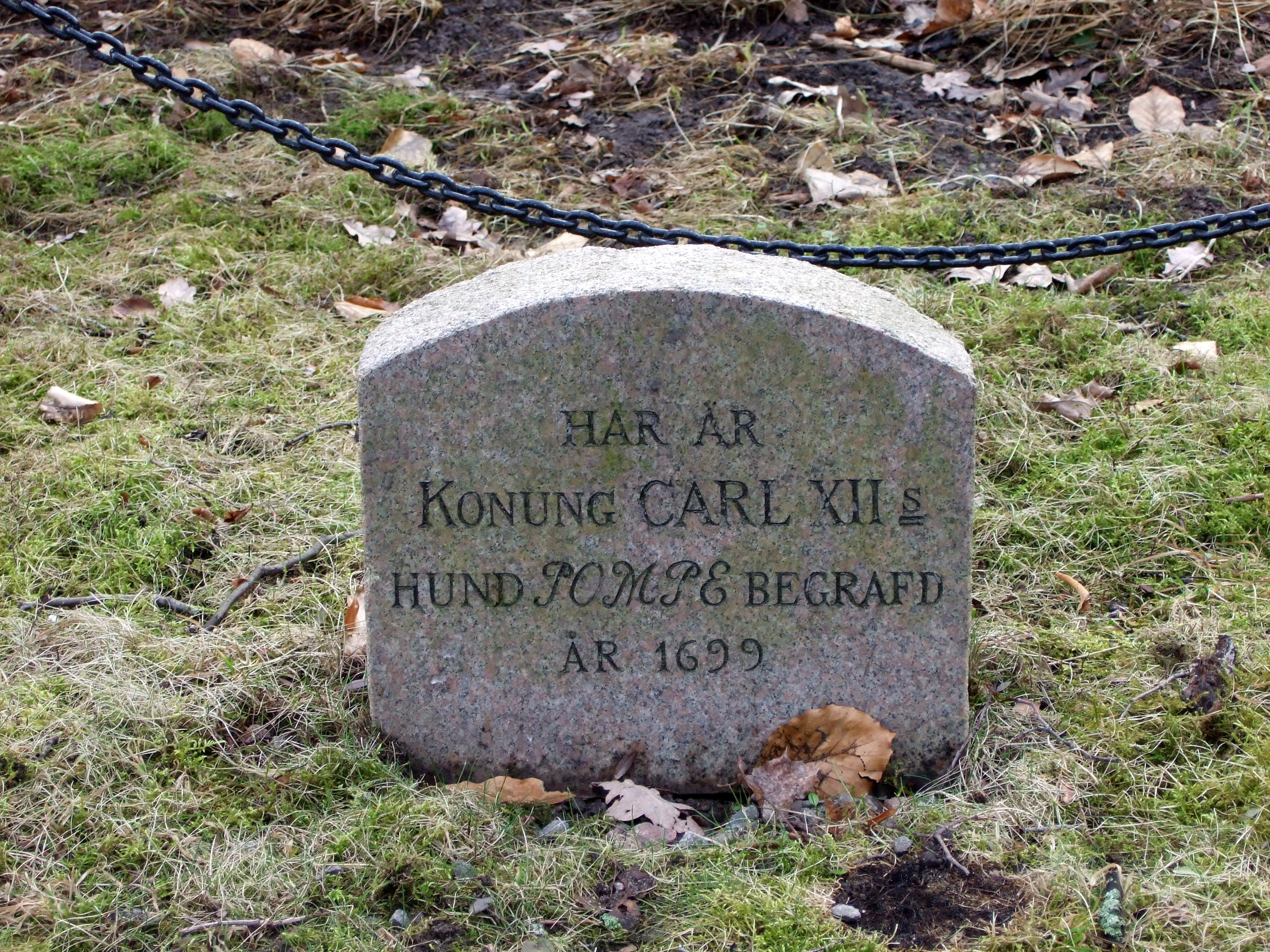
La tombe de Pompe.